# Океанографски музеј у Монаку
Океанографски музеј је музеј у Монаку који удомљава разне врсте морских животиња (морске звезде, морски коњици, корњаче, медузе, ракови, јастози, раже, ајкуле, морски јежеви, морски краставци, јегуље, сипе итд.) и велику количину предмета везаних за море, укључујући макете бродова, скелете морских животиња, оруђе, оружје итд. 

## Историја
Океанографски институт (Institut océanographique, Fondation Albert I, prince de Monaco) основао је 1906. године највећи реформатор Монака, Принц Алберт I, а после тога, Жак Кусто је постао управник. Принц је основао овај институт како би заштитио своју колекцију и наставио истраживачки рад. Институт се састоји из две организације. Седиште Океанографског института је у Паризу, где иначе долазе научници, врши се размена студената и пристижу све информације. Друга организација је Океанографски музеј смештен поред обале на стенама Монака. 

## Ентеријер
У музеју се налазе изложбе и збирке разних врста морске фауне (морске звезде, морски коњићи, корњаче, медузе, ракови, јастози, зраке, морски пси, морски јежеви, морски краставци, јегуље, сипа итд.). У музејским фондовима налазе се и разноврсни предмети везани за море, укључујући моделе бродова, скелете морских животиња, алате, оружје итд., као и збирку материјалне културе и обредних предмета изграђених од интегрирајућих материјала као што су бисери, мекушци... На првом спрату, Морнарска каријера приказује рад принца Алберта I. Два спрата зграде резервисана су за поморски музеј историјске прошлости. Акваријум у подруму музеја представља широку лепезу флоре и фауне. Може се видети четири хиљаде врста риба и преко 200 породица бескичмењака. Акваријум такође садржи представљање медитеранских и тропских морских екосистема. На задњем спрату је ресторан La Terrasse.

## Архитектура
Овај монументални примјер високо набијене архитектуре барокног препорода, има импресивну фасаду изнад мора која се уздиже изнад стрме стене, на висини од 85,04 m. Требало је 11 година за изградњу, користећи 100.000 тона камена из La Turbie. Током изградње уписана су имена двадесет познатих океанографских истраживачких бродова које је лично изабрао принц Алберт.

## Галерија
- Велики скелет
- Танкер акваријума
- Велика риба
- Јато малих риба